# Liste der Stolpersteine in Oberasphe
In der Liste der Stolpersteine in Oberasphe werden die vorhandenen Gedenksteine aufgeführt, die im Rahmen des Projektes Stolpersteine des Künstlers Gunter Demnig in Oberasphe bisher verlegt worden sind.
Die erste Verlegung von 23 Stolpersteinen war am 5. September 2022.
Hinweis: Die Liste ist sortierbar. Durch Anklicken eines Spaltenkopfes wird die Liste nach dieser Spalte sortiert, zweimaliges Anklicken kehrt die Sortierung um. Durch das Anklicken zweier Spalten hintereinander lässt sich jede gewünschte Kombination erzielen.
Anklicken des Bildes vergrößert das Bild.

## Verlegte Stolpersteine
| Bild                                                             | Person / Inschrift | Adresse            | Verlegedatum | Zusätzliche Informationen |
| ---------------------------------------------------------------- | --- | ------------------ | ------------ | ------------------------- |
| Stolperstein in Oberasphe Aspher Straße 21 für Levi Stern        | Hier wohnte Levi Stern Jg. 1855 gedemütigt / entrechtet tot 21.Juni 1937 Oberaspe                                                      | Aspher Straße 21 · | 5. Sep. 2022 |                           |
| Stolperstein in Oberasphe Aspher Straße 21 für Samuel Stern      | Hier wohnte Samuel 'Sally' Stern Jg. 1885 verhaftet 20.7.1941 'Arbeitserziehungslager' Breitenau 1942 Sachsenhausen ermordet 28.5.1942 | Aspher Straße 21 · | 5. Sep. 2022 | [ 2 ]                     |
| Stolperstein in Oberasphe Aspher Straße 21 für Marta Stern       | Hier wohnte Marta Stern geb. Bär Jg. 1894 deportiert 1941 Riga ermordet                                                                | Aspher Straße 21 · | 5. Sep. 2022 | [ 3 ]                     |
| Stolperstein in Oberasphe Aspher Straße 21 für Betti Ruth Stern  | Hier wohnte Betti Ruth Stern Jg. 1921 unfreiwillig verzogen Frankfurt M. deportiert 1943 ermordet in Auschwitz                         | Aspher Straße 21 · | 5. Sep. 2022 | [ 4 ]                     |
| Stolperstein in Oberasphe Aspher Straße 21 für Fritz Erich Stern | Hier wohnte Fritz Erich Stern Jg. 1924 deportiert 1941 Riga ermordet                                                                   | Aspher Straße 21 · | 5. Sep. 2022 | [ 5 ]                     |
| Stolperstein in Oberasphe Aspher Straße 21 für Meta Stern        | Hier wohnte Meta Stern Jg. 1926 deportiert 1941 Riga ermordet                                                                          | Aspher Straße 21 · | 5. Sep. 2022 | [ 6 ]                     |
| Stolperstein Oberasphe Mühlenweg 5 Salomon Hess                  | Hier wohnte Salomon Hess Jg. 1861 deportiert 1942 Theresienstadt ermordet 20.4.1943                                                    | Mühlenweg 5 ·      | 5. Sep. 2022 | [ 7 ]                     |
| Stolperstein Oberasphe Mühlenweg 5 Regine Hess                   | Hier wohnte Regine Hess geb. Oppenheimer Jg. 1865 gedemütigt / entrechtet tot 5.Feb. 1940 Oberaspe                                     | Mühlenweg 5 ·      | 5. Sep. 2022 |                           |
| Stolperstein Oberasphe Mühlenweg 5 Karl Gustav Hess              | Hier wohnte Karl Gustav Hess Jg. 1894 deportiert 1942 Theresienstadt befreit                                                           | Mühlenweg 5 ·      | 5. Sep. 2022 |                           |
| Stolperstein Oberasphe Mühlenweg 5 Sara Hess                     | Hier wohnte Sara Hess geb. Stern Jg. 1896 deportiert 1942 Theresienstadt befreit                                                       | Mühlenweg 5 ·      | 5. Sep. 2022 | [ 8 ]                     |
| Stolperstein Oberasphe Mühlenweg 5 Ilse Hess                     | Hier wohnte Ilse Hess Jg. 1921 Flucht 1937 mit Hilfe USA                                                                               | Mühlenweg 5 ·      | 5. Sep. 2022 |                           |
| Stolperstein Oberasphe Mühlenweg 5 Alfred Hess                   | Hier wohnte Alfred Hess Jg. 1924 deportiert 1942 Majdanek ermordet 15.9.1942                                                           | Mühlenweg 5 ·      | 5. Sep. 2022 | [ 9 ]                     |
| Stolperstein Oberasphe Mühlenweg 5 Inge Hess                     | Hier wohnte Inge Hess Jg. 1927 deportiert 1942 Theresienstadt befreit                                                                  | Mühlenweg 5 ·      | 5. Sep. 2022 |                           |
| Stolperstein Oberasphe Mühlenweg 5 Werner Hess                   | Hier wohnte Werner Hess Jg. 1930 deportiert 1942 Theresienstadt befreit                                                                | Mühlenweg 5 ·      | 5. Sep. 2022 |                           |
| Stolperstein Oberasphe Weite Höhe 10 Simon Katten                | Hier wohnte Simon Katten Jg. 1865 deportiert 1942 Theresienstadt ermordet 30.11.1942                                                   | Weite Höhe 10 ·    | 5. Sep. 2022 | [ 10 ]                    |
| Stolperstein Oberasphe Weite Höhe 10 Sara Katten                 | Hier wohnte Sara 'Sarchen' Katten geb. Kadden Jg. 1858 deportiert 1942 Theresienstadt ermordet 7.12.1942                               | Weite Höhe 10 ·    | 5. Sep. 2022 | [ 11 ]                    |
| Stolperstein Oberasphe Weite Höhe 10 Ferdinand Katten            | Hier wohnte Ferdinand Katten Jg. 1893 verhaftet 29.7.1941 'Arbeitserziehungslager' Breitenau 1941 Sachsenhausen ermordet 5.11.1942     | Weite Höhe 10 ·    | 5. Sep. 2022 | [ 12 ]                    |
| Stolperstein Oberasphe Weite Höhe 10 Sophie Katten               | Hier wohnte Sophie Katten geb. Kanter Jg. 1897 deportiert 1941 Riga 1944 Stutthof ermordet                                             | Weite Höhe 10 ·    | 5. Sep. 2022 | [ 13 ]                    |
| Stolperstein Oberasphe Weite Höhe 10 Karl Heinz Katten           | Hier wohnte Karl Heinz Katten Jg. 1920 'Schutzhaft' 1938 Buchenwald tot an Haftfolgen 21. Jan. 1939 Oberaspe                           | Weite Höhe 10 ·    | 5. Sep. 2022 | [ 14 ]                    |
| Stolperstein Oberasphe Weite Höhe 10 Grete Anneliese Katten      | Hier wohnte Grete Annelise Katten Jg. 1922 deportiert 1941 Riga ermordet                                                               | Weite Höhe 10 ·    | 5. Sep. 2022 | [ 15 ]                    |
| Stolperstein Oberasphe Weite Höhe 10 Betti Erika Katten          | Hier wohnte Betti Erika Katten Jg. 1928 deportiert 1941 Riga Stutthof ermordet                                                         | Weite Höhe 10 ·    | 5. Sep. 2022 | [ 16 ]                    |
| Stolperstein Oberasphe Weite Höhe 10 Manfred Katten              | Hier wohnte Manfred Katten Jg. 1928 deportiert 1941 Riga 1944 Stutthof ermordet 28.12.1944                                             | Weite Höhe 10 ·    | 5. Sep. 2022 | [ 17 ]                    |
| Stolperstein Oberasphe Weite Höhe 9 Karoline Schäfer             | Hier wohnte Karoline Schäfer Jg. 1924 verhaftet 1944 'verbotener Umgang' Zuchthaus Ziegelhain befreit                                  | Weite Höhe 9 ·     | 5. Sep. 2022 |                           |